# 산청 단성향교
산청 단성향교(山淸 丹城鄕校)는 대한민국 경상남도 산청군 단성면 강누리에 있는 조선시대의 향교이다.
1974년 2월 16일 경상남도의 유형문화재 제88호 단성향교로 지정되었다가, 2018년 12월 20일 현재의 명칭으로 변경되었다.

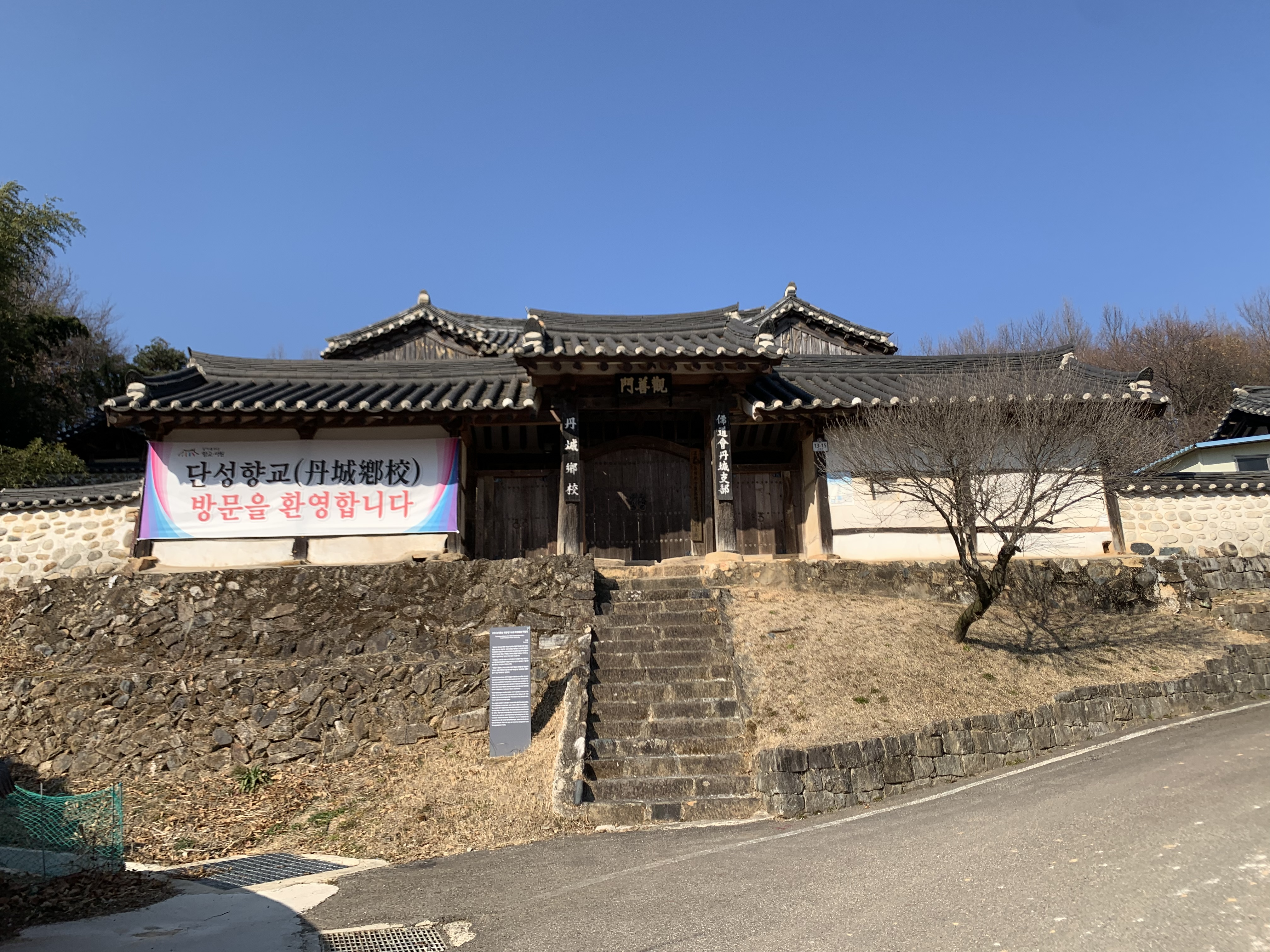
20230119 단성향교

## 개요
향교는 훌륭한 유학자를 제사하고 지방민의 유학교육과 교화를 위하여 나라에서 지은 교육기관이다.
고려 인종 5년(1127)에 지은 후 조선 세종(재위 1418∼1455) 때 서쪽 산기슭으로 옮겼다가 영조 28년(1752)에 지금의 위치로 다시 옮겨지었다고 전한다.
경사지에 위치하여 앞쪽에는 공부하는 공간인 명륜당이, 뒷쪽에는 사당인 대성전이 있는 전학후묘의 배치를 이루고 있다. 정문인 관선문을 들어서면 누각형식의 명륜당이 있는데, 대청 아래를 통하여 들어가도록 되어있다. 명륜당 밑을 통하여 내삼문과 대성전의 지붕이 겹쳐서 보인다.
강당인 명륜당이 누각형식으로 지어졌기 때문에 정문을 평대문으로 처리하였으며, 대문의 양 옆으로는 긴 행랑채를 이루고 있다. 명륜당의 뒷쪽 좌우에 학생들의 생활공간인 동재와 서재를 배치하였다. 일반적인 향교와 달리 양재가 명륜당보다 안쪽에 배치되었기 때문에, 뒷쪽에 있는 내삼문 쪽이 앞면이 되고 앞쪽의 대문쪽은 뒷면이 된다. 따라서 대청과 마루는 양재가 있는 내삼문쪽으로 개방되는 특이한 구조를 보이고 있다. 또한 명륜당의 지붕은 옆면에서 볼 때 사람 인(人)자 모양인 맞배지붕이며, 내삼문의 지붕도 이와 비슷하다. 내삼문은 앞면 7칸의 큰 규모로, 가운데 3칸은 삼문을 달고 양쪽 끝 1칸씩에는 일상적으로 출입하는 문을 달고 그 앞으로 계단을 두었다. 내삼문 안에는 대성전이 있는데, 대성전 앞 양쪽으로 양무 대신 전사청과 제기고의 역할을 하는 두 건물을 둔 점도 주목된다.
조선시대에는 나라에서 토지와 노비·책을 지급받아 운영되었다. 지금은 교육적 기능은 없어지고 제사의 기능만 남아있다. 장경고에는『단성현 호적대장』(경상남도유형문화재 제39호)이 보관되어 있는데, 당시의 인구구성과 생활상을 알 수 있는 귀중한 자료이다.
단성향교는 건물의 배치나 형태에 있어서 경남지역의 다른 향교보다 독특한 구성을 하고 있는 향교이다.

## 같이 보기
- 산청 단성현 호적장부 - 경상남도 유형문화재 제139호

## 참고 자료
- 단성향교 - 국가유산청 국가유산포털